# Секретная вооружённая организация
Секретная вооружённая организация (OAS — фр. Organisation de l'armée secrète) — ультраправая подпольная националистическая террористическая организация, действовавшая на территории Франции, Алжира и Испании в завершающий период Алжирской войны (1954—1962). Первоначально выступала против предоставления Алжиру независимости, а после подавления французскими властями путча ОАС в Алжире в апреле 1961 года выступила за свержение республиканского строя во Франции и установление военно-фашистской диктатуры. Девиз организации — «Алжир принадлежит Франции — так будет и впредь» (фр. L’Algérie est française et le restera).
Организация была основана в Мадриде в феврале 1961 года в ответ на референдум 8 января 1961 года о самоопределении Алжира, объявленный генералом де Голлем.
После Эвианских соглашений марта 1962 года, ознаменовавших независимость Алжира и начало массового бегства франкоалжирцев, ОАС попыталась сменить текущий политический курс чередой убийств и взрывов, включая унёсший 28 жизней подрыв экспресса № 12 «Страсбург — Париж» около Витри-ле-Франсуа 18 июня 1961 года, являвшимся самым кровавым терактом в истории Франции до 13 ноября 2015. Кульминацией этого стало покушение на президента Шарля де Голля в парижском пригороде Кламар 22 августа 1962 года.
И сегодня в ультраправых движениях есть последователи ОАС. В июле 2006 года они зажгли огонь у Памятника неизвестному солдату в память о бойне в Оране 5 июля 1962 года.

## История
ОАС была создана в ответ на референдум января 1961 года о самоопределении Алжира. Была основана в феврале 1961 в Испании студенческим лидером Пьером Лагайярдом (который возглавлял ультраправых в ходе недели баррикад в 1960 году), бывшими офицерами Раулем Саланом (принимавшим участие в Алжирском путче 1961 года), Жан-Жаком Сюзини, другими членами французской армии и бывшими членами Французского иностранного легиона, участвовавшими в Индокитайской войне (1946—1954). OAS-Métro, отделение во французской метрополии, возглавлялось капитаном Пьером Сержаном.
Организацией проводились выступления против независимости Алжира в апреле 1961 года, когда за оружие взялись франкоалжирцы и некоторые евреи, присоединившиеся к ним после нападения Фронта национального освобождения на алжирскую синагогу. Некоторые эксперты утверждают, что были задействованы тайные организации НАТО, но прямых доказательств так и не было найдено. Оба эти восстания были быстро подавлены, а многие руководители ОАС попали в тюрьму.
Путём саботажа и убийств ОАС пыталась пошатнуть независимость Алжира. Первой жертвой стал Пьер Попье, лидер Народно-республиканского движения, который заявил в телеэфире, что «Французский Алжир мёртв» (фр. L’Algérie française est morte). Роже Гавури, глава французской полиции в Алжире, был убит 31 мая 1961 года Роже Дегельдром, руководителем коммандос ОАС Дельта, Клодом Пиегцем и Альбером Довекаром (убийцы были казнены 7 июня 1962 года).
В октябре 1961 года Пьер Лагайярд бежал в Испанию, но был арестован в Мадриде вместе с итальянским неофашистом Гвидо Джаннеттини. Позднее Франко выслал его на Канарские острова.
19 марта 1962 года боевикам организации удалось взять под свой контроль коммуну Баб-эль-Уэд. В ходе уличных боёв, продолжавшихся с 23 марта по 6 апреля 1962 года, известных как Битва за Баб-эль-Уэд, правительственным войскам при поддержке бронетехники удалось вернуть контроль над районом.
ОАС несколько раз пыталась убить французского президента Шарля де Голля. Наиболее известной из попыток является засада в парижском пригороде Пти-Кламар, организованная военным инженером Жаном-Мари Бастьеном-Тири, не входившим в ОАС, в 1962 году. Бастьен-Тири был расстрелян в марте 1963 года после того, как де Голль отказал ему в помиловании. Художественная версия этого нападения была воссоздана Фредериком Форсайтом в его книге «День Шакала» 1971 года, а также в одноимённом фильме 1973 года. Незадолго до казни Бастьен-Тири другой боевик ОАС, журналист Жан де Брем застрелил банкира Анри Ляфона, экономического советника президента де Голля.

## Эвианские соглашения и борьба с ОАС
Главной надеждой ОАС было доказать, что Фронт национального освобождения (ФНО) тайно возобновил военные действия несмотря на Эвианские соглашения о прекращении огня марта 1962 года и референдум июня 1962 года: в этих целях в марте ОАС взрывала более 100 бомб в день. 21 марта ОАС издала листовку, где заявила, что французские военные стали «оккупантами». Она организовывала взрывы автомобилей: 25 убитых в Оране 28 февраля 1962 года, 62 погибших в Алжире 2 мая и т.д. Затем они взяли контроль над провинцией Эль-Уэд, атаковав французских солдат и убив шестерых из них. Позднее французские военные окружили их. В битве погибло 35 человек и было ранено ещё 150. 26 марта руководители ОАС объявили всеобщую забастовку в Алжире и призвали поселенцев прийти в Эль-Уэд, чтобы прорвать блокаду сил, преданных де Голлю и Республике. По демонстрантам был открыт огонь, в результате чего погибло 54 человека и было ранено ещё 140.
В апреле 1962 года лидер ОАС Рауль Салан был взят в плен. Как и других членов ОАС его защищал известный французский юрист Жан-Луи Тиксье-Виньякур, который позднее баллотировался от ультраправых в президенты на выборах 1965 года. Несмотря на бомбардировки ОАС, ФНО оставался верным соглашению о прекращении огня, и 17 июня 1962 года ОАС также прекратила огонь. Власти Алжира гарантировали безопасность европейского населения, но в начале июля 1962 года произошла массовая резня в Оране: сотни вооружённых людей вошли в город, нападая на европейцев. Насилие длилось несколько часов, включая линчевание и пытки во всех районах Орана, поддерживаемые Армией народного освобождения — вооружённым крылом ФНО. В результате около 3000 человек пропало без вести.
Против ОАС действовали не только французские силовые структуры и алжирские повстанцы ФНО, но и левые голлисты из Движения за сообщество, применявшие жестокий контртеррор. Фактически ОАС была ликвидирована к 1963 году. Роже Дегельдр, Альбер Довекар были казнены 7 июня 1962 года, Бастьен-Тири был казнён в 1963 году. Все остальные заключённые были амнистированы в 1968 году. Восставшие генералы, дожившие до ноября 1982 года, были возвращены в армию: под действие этого акта об амнистии попали Рауль Салан и семь других генералов.

## Культурный след
ОАС заняла видное место в романе Фредерика Форсайта «День Шакала» и одноимённом фильме. Роман описывает покушение на убийство де Голля. Бастьен-Тири и пригород Кламар также упоминаются в начальных главах.
Деятельность ОАС отображена в кинофильме «Заговор».
ОАС связана и с фильмом Оливера Стоуна «Джон Ф. Кеннеди. Выстрелы в Далласе», так как герой актёра Томми Ли Джонса подозревался в связях с этой организацией.
ОАС присутствует в известном моде на «Hearts of Iron 4», «The New Order: Last Day of Europe», где играет роль тайной полиции французского государства.

## Организация

### Структура
| Отделение | Задачи                        | Руководство                                                       | Команды                                                                  |
| --- | ----------------------------- | ----------------------------------------------------------------- | ------------------------------------------------------------------------ |
| ODM Organisation-Des-Masses Массовая организация | набор в ОАС                   | Полковник Жан Гарде Мишель Лерой                                  | нет                                                                      |
| APP Action-Psychologique-Propagande Идеологическая война и пропаганда                                                                                   | пропаганда                    | Жан-Жак Сюзини                                                    | -Коммандос Зет (Зет в честь Жан-Марселя Загаме (фр. Jean-Marcel Zagamé)) |
| ORO Organisation-Renseignement-Opération Организация, разведка и планирование -BCR Центральное разведывательное бюро -BAO Бюро оперативной деятельности | планирование деятельности ОАС | Жан-Клод Пере Жан Лаланне (BCR) Роже Дегэлдр (BAO) Альбер Довекар | -Коммандос Дельта (Дельта в честь Роже Дегельдра (фр. Roger Degueldre))  |

### Командование
- Генерал Рауль Салан

Начальник штаба
- Генерал Поль Гарди

Начальник штаба
- Полковник Ив Годар

Главный помощник
- Доктор Жан-Клод Пере

Глава ORO
- Капитан Жан-Мари Курушетт

Глава ORO, заменил Пере 1 января 1962 года
- Полковник Жан Гарде

Глава ODM
- Жан-Жак Сюзини

Глава APP

### Франкоалжирская ветвь

#### Оранскийрайон
- Генерал Эдмон Жуо
- Шарль Мишлетти
- Полковник Дюфур
- Генерал Гарде

#### город Алжир
- Полковник Водре
- Пьер Деломм

#### Константина
- Полковник Пьер Шато-Жобер
- Роберт Мартель

### Французская метрополия

#### OAS Métropole
- Капитан Пьер Сержан
- Лейтенант Даниэль Годо
- Жак Шадерон
- Капитан Жан-Мари Курушетт

#### France-Mission III
- Андре Каналь

### Испанский филиал

#### Мадрид
- Полковник Антуан Аргу
- Полковник Шарль Лашеруа
- Командир Пьер Лагайярд